# Ilisia inermis
Ilisia inermis là một loài ruồi trong họ Limoniidae. Chúng phân bố ở miền Cổ bắc.